# Louis X de Bavière
Pour les articles homonymes, voir Louis X (homonymie).
Louis X de Bavière, né le 14 septembre 1495 à Grünwald et mort le 22 avril 1545 à Landshut, fut duc de Bavière de 1514 à sa mort, conjointement avec son frère aîné.

## Biographie
Le père de Louis, Albert IV, avait institué en 1506 l'ordre de succession par primogéniture pour le duché, ainsi que son indivisibilité : c'est ainsi que son fils aîné Guillaume IV de Bavière devient souverain à sa mort en 1508. Louis reçoit l'apanage et le titre de comte de Vohburg.
Cependant, au fil des ans, Louis élève des réclamations et demande le partage du pouvoir. Il fait appel à l'empereur Maximilien Ier. Les assemblées des état-généraux craignent un nouveau soulèvement, comme au moment de la guerre de succession de Landshut et à leur insistance, Guillaume le Constant accepte le 17 février 1514 de partager le pouvoir avec son frère puîné.
Cependant, il fait volte-face quelque temps plus tard, en se préparant à partir en campagne contre Louis. Finalement l'empereur Maximilien parvient, le 29 septembre 1514, à Innsbruck, à trouver une solution honorable: Louis reçoit le titre de duc de Bavière et devient corégent d'un quart du territoire qui comprend Landshut et ses environs, ainsi que les terres autour de Straubing. Cependant, la renonciation au mariage de Ludwig semble avoir été la condition de l'accord. Celui-ci prit alors différentes maîtresses et sa future compagne Ursula von Weichs (environ 1500-1568) a tenu une position similaire au mariage à la cour de Landshut. Barthel Beham a créé des portraits du couple en forme de pendentif,.
Louis X semble montrer au début une certaine sympathie pour les idées de Luther, mais conscient du danger, s'efforce à tout prix d'éradiquer dès 1522 le protestantisme de ses terres. Les deux frères s'entendent pour mettre fin à la révolte des campagnes de Souabe, dans le sud de la Bavière en 1525, et viennent à l'aide de l'archevêque de Salzbourg.
Lorsque le roi Louis II de Bohême et de Hongrie meurt en 1526 sans héritier, Louis recherche le soutien de la noblesse de Bohême pour se porter candidat à la couronne, mais les Habsbourg, avec qui les ducs étaient en délicatesse, refusent.
Après une visite en Italie, le duc Louis fait construire le premier château de style Renaissance de l'autre côté des Alpes. C'est sa résidence de Landshut. Elle est construite entre 1537 et 1544 sur le modèle du palais du Té de Mantoue.
Louis X meurt sans héritier, ayant eu une fille illégitime, Anna von Leonsberg (1525-1556) avec Anna Elisabeth Eisengrein (1505-1556). Son frère, comme il était convenu, hérite de ses territoires.
Il est enterré à l'abbaye de Seligenthal.